# LL-11 (Spanje)
De LL-11 is de oostelijke verbinding van Lleida, het is een autovía die begint bij de A-2 en eindigt bij de LL-12 ten zuiden van Lleida. De verbindingsweg heeft een lengte van 12 km, en 7 afritten.
Deze weg werd in 2004 aangelegd, daarvoor was het de N-IIª.